# Johann Hieronymus Kniphof
Johann Hieronymus Kniphof (24 de fevereiro de 1704 em Erfurt - 23 de janeiro de 1763) foi um médico e botânico alemão.
Estudou medicina nas Universidades de Jena e Erfurt, tornando-se professor de medicina nesta última instituição em 1737. Em 1745, sucedeu Andreas Elias Büchner (1701-1769) como diretor da biblioteca de Erfurt, sendo dois anos depois nomeado reitor da faculdade de medicina. Em 1761, foi escolhido reitor da universidade.
Em Erfurt, ele reuniu um grande e impressionante herbário, sobre o qual, em 1733, publicou pela primeira vez uma obra com o título de "Botanica in originali" (lançamentos posteriores conhecidos como "Botanica in Originali, seu Herbarium Vivum"). Considerada a obra-prima de Kniphof, ela acabaria sendo publicada em várias edições. Era famosa por empregar uma técnica de preparação/impressão conhecida como "impressão natural", que na época era um processo pouco compreendido que Kniphof dominava para imprimir detalhes de vários espécimes botânicos.

## Kniphofia
O gênero botânico Kniphofia (família Asphodelaceae) foi nomeado em sua homenagem pelo botânico Conrad Moench (1745-1805).